# Замешанцы
Замешанцы – это русинская этнографическая группа, проживающая к северу от города Кросно.
Они поселились здесь в XV-XVI веках, на единственной незанятой территории, то есть на самых высоких участках с худшими физико-географическими и почвенными условиями. Это был район к западу от традиционной этнографической польско-русинской границы до 1341 года.
Они основали 10 деревень, окружённых польскими деревнями. Из них 8 находились в густонаселённом районе русинского поселения. Окружавшие их поляки называли их просто русинами, а лемки, живущие на юге, называли их замешанцами - «Замішанский Нарід». В 1936 году в этом районе проживало 7109 греко-католиков. Очевидно, что кроме другого языка русинов отличало ещё и религия. Окрестное польское население называло эту территорию «Малороссией», а народ - русинами. С другой стороны, лемки, живших южнее, называли их замешанцами из-за их проживания среди польского населения.

## История

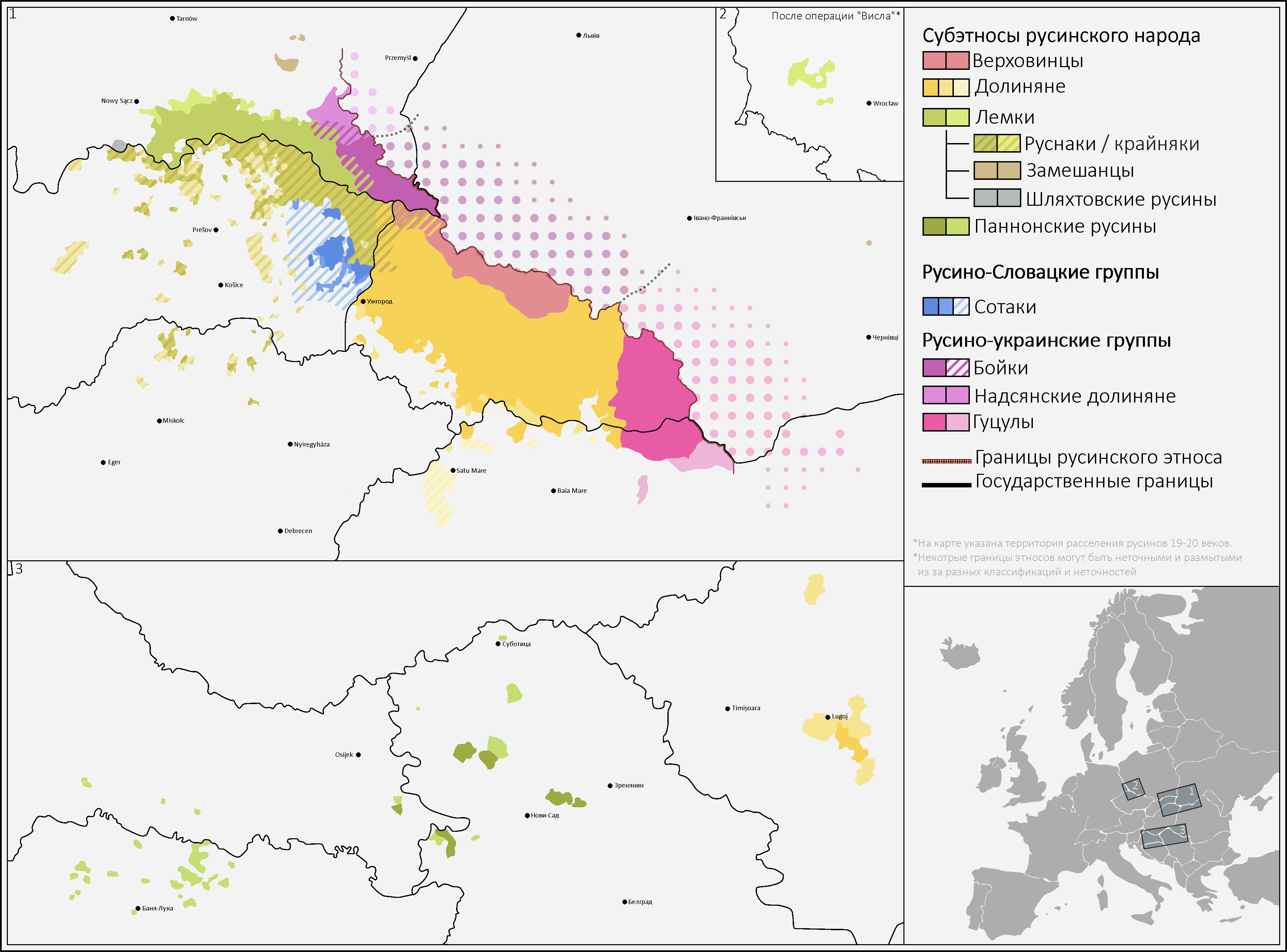
Обозначены светло-фиолетовым цветом

В конце XIX века началась массовая экономическая эмиграция местного населения в Америку. В начале XX века здесь постоянно или временно проживало более 10% всего населения.
В 1945 году началось создание реестра русинского населения. В то же время на основании договора, подписанного 9 сентября 1944 года между Польским комитетом национального освобождения и властями Украинской ССР, составлялись списки желающих выехать в Советский Союз. Простые люди просто боялись, поэтому около 30% из них покинули свои дома и уехали в СССР. Враждебность по отношению к замешанцам исходила не от местного населения, а была инициирована переселенцами из восточных окраин. Жители Кросно даже отправили Владиславу Гомулке письмо с просьбой прекратить депортации. К сожалению, ожидаемого результата это не принесло.
Позже людей насильно согнали на вокзал в Кросно, где им приходилось несколько дней разбивать лагерь а ожидании поездов. Всего к октябрю 1945 года было перемещено 362 человека из Чорнорики, 952 из Красной, 720 из Петрушей Воли, 350 из Репника, 430 из Опаровки и 1553 человека из Венглювки. Большинство жителей оказались в Тернопольской и Львовской областях, а также в Донецкой области. Были даже деревни, полностью заселённые замешанцами, такие как Королевка, возле Борщева или Подзамче возле Дрогобыча.
Как и в лемковском районе, депортация безвозвратно изменила характер этих территорий. Осталось много остатков этой крошечной этнической группы. Прежде всего, церкви. Кроме того, множество святынь в лучшем и худшем состоянии. После второй мировой войны эта группа практически прекратила своё существование в районе западного погорья. Более 90% её было перемещено вглубь СССР. В районах, ранее населённых жителями, осталось много памятных вещей, таких как церкви, кладбища, придорожные святыни и несколько старых домов.